# Руссо, Ренато
Рена́то Манфреди́ни Жу́ниор (порт.-браз. Renato Manfredini Júnior; 27 марта 1960 — 11 октября 1996), более известный как Ренато Руссо (порт. Renato Russo), — бразильский певец и композитор, хорошо известен как солист группы Legião Urbana.
До создания группы Ренато участвовал в музыкальной группе Aborto Elétrico, покинув ее из-за частых разногласий с барабанщиком группы. Сценический псевдоним Руссо он выбрал в честь англичанина Бертран Рассел, швейцарца Жан-Жак Руссо и француза Анри Руссо.
Ренато умер 11 октября 1996 года в возрасте 36 лет из-за осложнений, вызванных СПИДом. В составе Legião Urbana он выпустил восемь студийных альбомов, пять концертных альбомов, некоторые из которых были выпущены после его смерти, а также несколько рассказов. В октябре 2008 года журнал Rolling Stone Brasil опубликовал список ста величайших исполнителей бразильской музыки, где Ренато Руссо занимает 25-е место.

## Источник
- Биография в музыкальной энциклопедии Allmusic